# Hot Tottie
Hot Tottie je píseň amerického R&B zpěváka Ushera. Píseň se nachází na jeho EP Versus. Produkce se ujal producent Polow da Don. S touto písní mu vypomohl americký rapper Jay-Z.